# Le Gué-de-Longroi
Le Gué-de-Longroi – miejscowość i gmina we Francji, w Regionie Centralnym, w departamencie Eure-et-Loir.
Według danych na rok 1990 gminę zamieszkiwały 733 osoby, a gęstość zaludnienia wynosiła 106 osób/km² (wśród 1842 gmin Regionu Centralnego Le Gué-de-Longroi plasuje się na 528. miejscu pod względem liczby ludności, natomiast pod względem powierzchni na miejscu 1287.).